# 니시하라촌 (히로시마현)
니시하라촌(西原村)은 히로시마현 후카야스군에 존재했던 촌이다. 현재의 히로시마시 아사미나미구 니시하라 해당한다.